# Samuel Moutoussamy
Pour les articles homonymes, voir Moutoussamy.
Samuel Moutoussamy, né le 12 août 1996 à Paris, est un footballeur international congolais qui évolue au poste de milieu central à Sivasspor.

## Biographie
Samuel Moutoussamy  est né le 12 août 1996 à Paris d'un père guadeloupéen et d'une mère congolaise.
À l'âge de 8 ans, il pensait d'abord se mettre à l’athlétisme. Il voulait également pratiquer le judo pour apprendre à se défendre.

### En club

#### Les débuts (2003-2016)
En 2003, il commence le football dans le club de l'AS Meudon. En 2009, il intègre l'INF Clairefontaine, pour deux ans de préformation. Lors de la saison 2011-2012, Samuel Moutoussamy arrive à Lyon. Dès sa première saison, il fait plusieurs apparitions avec l'équipe B évoluant en quatrième division.

#### FC Nantes (2016-2024)
Laissé libre par l'Olympique lyonnais, il rejoint en 2016 le FC Nantes, tout en jouant avec l'équipe réserve. Auteur de deux bonnes saisons en inscrivant notamment cinq buts, il rejoint l'équipe première en 2017. Il est lancé par Claudio Ranieri pendant un match de préparation en Allemagne contre Ingolstadt. Il dispute son premier match officiel le 12 août 2017 contre Marseille à la Beaujoire, et marque son premier but en tant que professionnel contre cette même équipe le 28 avril 2019 au Vélodrome.
Le 16 juillet 2019, Samuel Moutoussamy prolonge son contrat de deux années supplémentaires avec les canaris, le liant au club nantais jusqu'en 2024.
Fin juillet 2024, le FC Nantes annonce son départ après huit ans au club. Il y était peu à peu devenu un cadre.

#### Sivasspor (2024-)
L'international congolais rejoint Sivasspor en Turquie, comme l'annonce le club sur ses réseaux sociaux. Le milieu de terrain rejoint le septième de la SüperLig turque en 2023-2024. Il y retrouve deux anciens joueurs qu'il a côtoyés en France : Camara Samba du Havre et Keïta Baldé de Monaco.

### En sélection nationale
Il reçoit sa première sélection en équipe de république démocratique du Congo, le 10 octobre 2019 lors d'un match amical contre l'Algérie.
Le 27 décembre 2023, il est retenu dans la liste des vingt-quatre joueurs congolais sélectionnés par Sébastien Desabre pour disputer la Coupe d'Afrique des nations 2023.

## Statistiques
| Saison                | Club                    | Championnat           | Championnat | Championnat | Coupe nationale | Coupe nationale | Coupe de la Ligue | Coupe de la Ligue | Compétition(s) continentale(s) | Compétition(s) continentale(s) | Compétition(s) continentale(s) | TdC | TdC | Total | Total |
| Saison                | Club                    | Division              | M.          | B.          | M.              | B.              | M.                | B.                | Comp.                          | M.                             | B.                             | M.  | B.  | M.    | B.    |
| 2013-2014             | Olympique lyonnais rés. | CFA                   | 6           | 0           | -               | -               | -                 | -                 | -                              | -                              | -                              | -   | -   | 6     | 0     |
| 2014-2015             | Olympique lyonnais rés. | CFA                   | 17          | 1           | -               | -               | -                 | -                 | -                              | -                              | -                              | -   | -   | 17    | 1     |
| 2015-2016             | Olympique lyonnais rés. | CFA                   | 27          | 1           | -               | -               | -                 | -                 | -                              | -                              | -                              | -   | -   | 27    | 1     |
| Sous-total            | Sous-total              | Sous-total            | 50          | 2           | -               | -               | -                 | -                 | -                              | -                              | -                              | -   | -   | 50    | 2     |
| 2016-2017             | FC Nantes rés.          | CFA                   | 30          | 3           | -               | -               | -                 | -                 | -                              | -                              | -                              | -   | -   | 30    | 3     |
| 2017-2018             | FC Nantes               | Ligue 1               | 7           | 0           | -               | -               | -                 | -                 | -                              | -                              | -                              | -   | -   | 7     | 0     |
| 2018-2019             | FC Nantes               | Ligue 1               | 28          | 2           | 3               | 0               | -                 | -                 | -                              | -                              | -                              | -   | -   | 31    | 2     |
| 2019-2020             | FC Nantes               | Ligue 1               | 17          | 0           | 1               | 0               | 2                 | 0                 | -                              | -                              | -                              | -   | -   | 20    | 0     |
| 2020-2021             | FC Nantes               | Ligue 1               | 1           | 0           | -               | -               | -                 | -                 | -                              | -                              | -                              | -   | -   | 1     | 0     |
| 2021-2022             | FC Nantes               | Ligue 1               | 30          | 0           | 4               | 1               | -                 | -                 | -                              | -                              | -                              | -   | -   | 34    | 1     |
| 2022-2023             | FC Nantes               | Ligue 1               | 35          | 0           | 6               | 0               | -                 | -                 | C3                             | 8                              | 0                              | 1   | 0   | 50    | 0     |
| 2023-2024             | FC Nantes               | Ligue 1               | 26          | 1           | -               | -               | -                 | -                 | -                              | -                              | -                              | -   | -   | 26    | 1     |
| Sous-total            | Sous-total              | Sous-total            | 144         | 3           | 14              | 1               | 2                 | 0                 | -                              | 8                              | 0                              | 1   | 0   | 169   | 4     |
| 2020-2021             | Fortuna Sittard (prêt)  | Eredivisie            | 14          | 0           | 1               | 0               | -                 | -                 | -                              | -                              | -                              | -   | -   | 15    | 0     |
| 2024-2025             | Sivasspor               | SüperLig              | 14          | 0           | 2               | 0               | -                 | -                 | -                              | -                              | -                              | -   | -   | 16    | 0     |
| Total sur la carrière | Total sur la carrière   | Total sur la carrière | 252         | 8           | 17              | 1               | 2                 | 0                 | -                              | 8                              | 0                              | 1   | 0   | 280   | 9     |

## Palmarès
- FC Nantes
  - Vainqueur de la Coupe de France en 2022
  - Finaliste de la Coupe de France en 2023
  - Finaliste du Trophée des champions en 2022
- Olympique lyonnais
  - Finaliste de la Coupe Gambardella en 2015 avec les U19